# Peritonealraum
Der Peritonealraum, auch als Bauchfellhöhle, Peritonealhöhle oder lat. Cavitas peritonealis bzw. Cavum peritonei bezeichnet, ist ein Teil der vom Bauchfell ausgekleideten Bauchhöhle (Cavitas abdominalis).

## Definition
Das Wort wird für zwei Räume verwendet:
- Im engeren Sinne bezeichnet es den schmalen Spalt zwischen den beiden Blättern des Peritoneums, also zwischen dem viszeralen und dem parietalen Blatt.
- Im weiteren Sinne versteht man darunter das Peritoneum (beide Blätter) mitsamt den von ihnen eingeschlossen (intraperitonealen) Organen.

## Peritonealhöhle im engeren Sinn
Der Peritonealraum i.e.S ist ein Spaltraum zwischen dem Peritoneum parietale (der Auskleidung der Innenseite der Bauchwand) und dem Peritoneum viscerale (der Überzug der Organe in der Bauchhöhle). Im Peritonealraum befindet sich eine geringe Menge an Peritonealflüssigkeit. Beim Erwachsenen ist es etwa 50 bis 80 ml Peritonealflüssigkeit, die vom Peritoneum sezerniert und resorbiert wird. Das Sekret hat schmierende Eigenschaften, wodurch es die Reibung der Organe im Peritonealraum herabsetzt. Dadurch werden die Bewegungen der Organe gegeneinander erleichtert. Sowohl zu viel, als auch zu wenig Peritonealflüssigkeit kann für den Betroffenen pathologisch werden. Die Peritonealflüssigkeit ist normalerweise klar, viskos und geruchslos. Die isotonische Flüssigkeit hat darüber hinaus entzündungshemmende Eigenschaften. Bei einigen Erkrankungen, wie beispielsweise einer Endometriose, ist die Anzahl an Leukozyten in der Peritonealflüssigkeit erhöht.
Bei der Peritonealdialyse wird die große Oberfläche des Peritonealraums als Membran zum Flüssigkeits- beziehungsweise Elektrolytaustausch genutzt. Dazu wird ein kleiner Schlauch durch die Bauchwand in den Peritonealraum gelegt. Über den Schlauch wird die Dialyseflüssigkeit in den Peritonealraum injiziert. Über das Peritoneum findet dann der Stoffaustausch statt.
Die große Oberfläche Peritonealraum erleichtert andererseits die schnelle Ausbreitung von Entzündungen und Infektionen (Peritonitis). Auch Krebszellen können sich in der Peritonealhöhle leicht absiedeln (metastasieren), sich dort schnell ausbreiten und so zu einer Peritonealkarzinose führen.
Injektionen in den Peritonealraum bezeichnet man als intraperitoneale Injektion. Diese Applikationsform wird vor allem bei Tieren angewendet. Der Begriff intraperitoneal ist eine anatomische Lageangabe, die „innerhalb des Peritonealraums gelegen“ bedeutet.

## Peritonealhöhle im weiteren Sinn
Im weiteren Sinne besteht die Peritonealhöhle also aus dem Peritoneum und den intraperitoneal gelegenen Organen des Bauches. Dazu gehören der Magen, der größte Teil des Dünndarms, Teile des Dickdarms, die Leber, die Milz sowie bei der Frau die Ovarien, die Eileiter und der Uterus.
Die Peritonealhöhle kann durch das Aufhängeband des querverlaufenden Dickdarms (Mesocolon transversum) in zwei Abschnitte unterteilt werden. Oberhalb des Quercolons liegt die Pars supracolica mit Leber, Magen, Zwölffingerdarm, Bauchspeicheldrüse und Milz. Unterhalb des Quercolons liegt die Pars infracolica mit Dünndarm (ohne Zwölffingerdarm) und Dickdarm (inklusive Quercolon, ohne Rektum). Nach unten wird sie durch die Beckeneingangsebene begrenzt.